# Casa Boccaccio

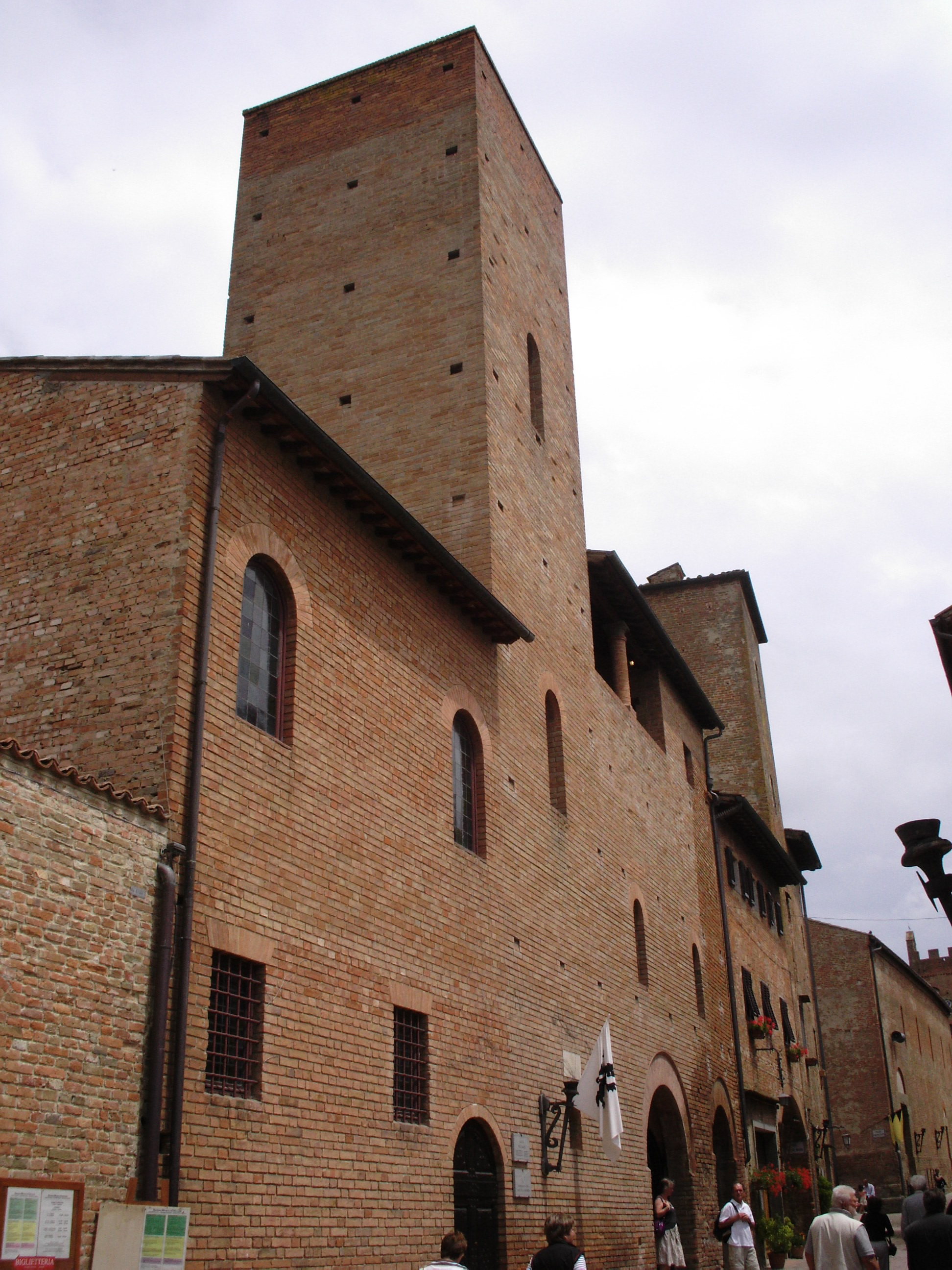
Casa Boccaccio

La Casa Boccaccio  (littéralement la « maison de Boccace ») est un musée consacré au célèbre poète, situé dans la partie médiévale de la ville de Certaldo (Certaldo Alto) dans la province de Florence.
Géré directement par l'administration communale, il fait partie de l'unique circuit muséal avec le palazzo Pretoria et le museo di  Arte Sacra (sans oublier la stèle le représentant dans l'église Santo Michele e Jacopo).

## Histoire
La Casa Boccaccio est la demeure où, selon la tradition, vécut dans les dernières années le fameux auteur médiéval dont la famille était originaire de cette commune. Il serait mort ici en 1375.
La maison fut acquise et restaurée dans les premières années du XVIIIe siècle par la marquise Carlotta Lenzoni de' Medici, poétesse et amie de nombreux poètes parmi lesquels  Giacomo Leopardi et Byron : elle dota l'édifice d'un nouveau mobilier et confia la réalisation d'une peinture à fresque, représentant Boccace, au peintre néoclassique Pietro Benvenuti.
Sauf la fresque miraculeusement préservée, la maison fut gravement endommagée durant la Seconde Guerre mondiale par les bombardements aériens alliés.
Le musée, aujourd'hui, est le siège de l'Ente Nazionale Boccaccio et d'une importante bibliothèque centrée sur l'œuvre de son illustre occupant.

## Le musée
Au rez-de-chaussée, une grande salle accueille le visiteur avec des panneaux qui présentent la vie et l'œuvre de Giovanni Boccaccio, et un résumé filmé.
Au premier étage se trouvent la pièce avec la fresque ainsi que la bibliothèque.
Par le second étage, on accède à une loggia couverte d'où il est possible de poursuivre la visite jusqu'au sommet de la tour qui offre une vue splendide sur le Valdelsa.

## Sources
- (it) Cet article est partiellement ou en totalité issu de l’article de Wikipédia en italien intitulé « Casa Boccaccio » (voir la liste des auteurs).